# Kljazma
De Kljazma (Russisch: Клязьма) is een 686 km lange rivier in Rusland, die ontspringt in de omgeving van Moskou en uitmondt in de Oka, in de omgeving van Nizjni Novgorod. De rivier behoort tot het stroomgebied van de Wolga.
De plaatsen Gorochovets, Pavlovski Posad, Vladimir, Kovrov, Sjtsjolkovo, Noginsk en Orechovo-Zoejevo zijn gesitueerd aan de oevers van de rivier. Op de plaats waar de Nerl uitmondt in de Kljazma bij het dorpje Bogoljoebovo is de kerk van Maria's voorspraak aan de Nerl gebouwd, nadat prins Andrej Bogoljoebski daar een verschijning van Maria zag die hem opdroeg daar een kerk te bouwen.

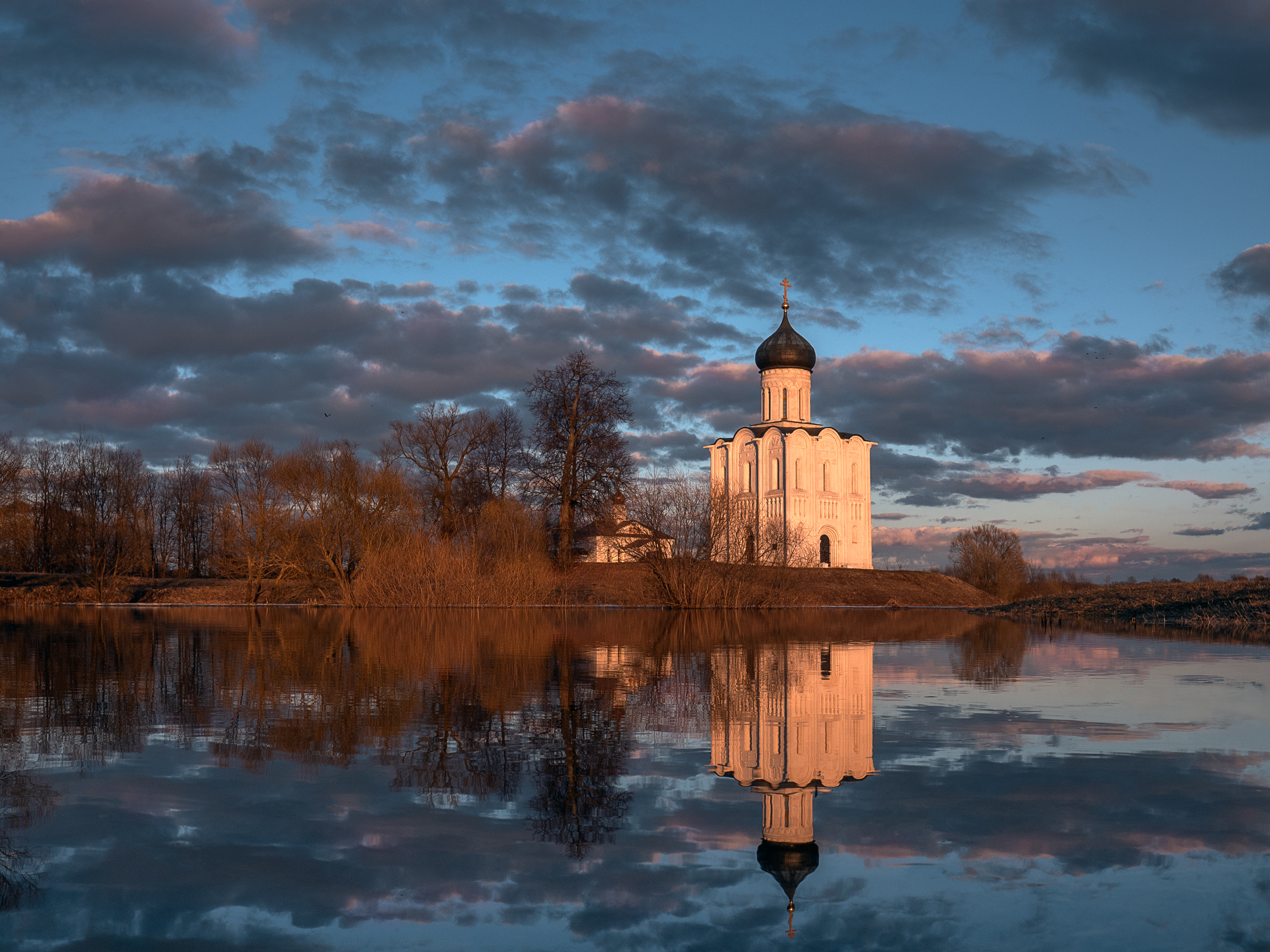
De Kerk van de Bescherming van de Moeder Gods aan de Nerl is gebouwd op het punt waar de Nerl uitmondt in de Kljazma.

- Gemeinsame Normdatei: 4265028-8
- Virtual International Authority File: 315128709